# Matt Hancock
Matthew John David (Matt) Hancock (Chester, Engeland, 2 oktober 1978) is een voormalig Brits politicus.  Hij was van 2010 tot 2024 lid van het Lagerhuis voor West-Suffolk, aanvankelijk voor de Conservative Party en vanaf 1 november 2022 als onafhankelijk Lagerhuislid.  
Hancock was vanaf 2013 bewindspersoon tijdens de kabinetten-Cameron I, -Cameron II, -May I, -May II, -Johnson I en -Johnson II. Hij was van 2018 tot 2021 minister van volksgezondheid en speelde een centrale rol bij de ontwikkeling van het Britse beleid tijdens de coronapandemie.

## Biografie
Hancock werd geboren in Cheshire, waar zijn familie een softwarebedrijf heeft. Hij studeerde filosofie, politiek en economie aan Exeter College, Oxford en economie aan Christ's College, Cambridge. Hij was werkzaam als econoom bij de Bank of England. In 2005 werd hij economisch adviseur en later stafchef van George Osborne, de conservatieve schaduwminister van financiën.
Hij werd bij de Lagerhuisverkiezingen van 2010 voor de Conservatieve Partij gekozen in het kiesdistrict West-Suffolk. Van 2013 tot 2018 bekleedde hij in de regeringen van David Cameron achtereenvolgens op een aantal ministeries de functie minister of state (vergelijkbaar met een staatssecretaris). In 2016 werd hij in de eerste regering van Theresa May minister of state bij het departement van cultuur; in januari 2018 werd hij daar benoemd tot minister. In juli 2018 volgde hij Jeremy Hunt op als minister van Volksgezondheid en Sociale Zaken.
Hancock stelde zich in juni 2019 na het het aftreden van Theresa May kandidaat voor het leiderschap van de Conservatieve Partij. Hij trok zich terug toen hij in de eerste stemronde op de zesde plaats eindigde.
Hancock stemde bij het referendum over het Britse lidmaatschap van de Europese Unie tegen een Brexit. Als kandidaat voor het partijleiderschap sprak hij zich uit tegen een 'no-deal'-Brexit: beëindiging van het Britse lidmaatschap zonder dat er een overeenkomst was gesloten tussen de EU en het Verenigd Koninkrijk over de voorwaarden van het vertrek. Hancock bleef minister van volksgezondheidszorg en sociale zaken in de regering van Boris Johnson, die een 'no-deal'-Brexit nadrukkelijk niet uitsloot. Ook in het kabinet Johnson-II, dat op 13 december 2019 aantrad, hield hij deze post en speelde een centrale rol bij de ontwikkeling van het Britse beleid tijdens de coronapandemie.
Hancock trad op 26 juni 2021 af als minister van volksgezondheid nadat bekend was geworden dat hij zelf de Covid-regels had overtreden. Op 1 november 2022 werd hij uit de Conservatieve fractie gezet omdat hij ging meedoen in het Britse reality-tv programma 'I am a celebrity, get me out of here...' De fractieleiding vond het niet acceptabel dat Hancock in verband met de opnames niet aanwezig zou zijn in Lagerhuis, terwijl het Verenigd Koninkrijk te kampen had met een ernstige economische en politieke crisis. Hij behield zijn zetel als onafhankelijk Lagerhuislid. In december 2022 maakte hij bekend zich bij de eerstkomende Lagerhuisverkiezingen niet herkiesbaar te stellen. Zijn lidmaatschap van het Lagerhuis eindigde op 30 mei 2024, toen het parlement ontbonden werd in de aanloop naar de algemene verkiezingen van 4 juli.
- International Standard Name Identifier: 0000 0004 3493 7491
- Library of Congress Control Number: no2014069496
- Nationale Bibliotheek van Tsjechië: mub2012704189
- Virtual International Authority File: 251070416
- WorldCat: E39PBJbCPhbGR3MrQtMxmt8Hmd